# لولوة (أمانة العاصمة)

تعديل مصدري - تعديل

لولوه هي إحدى قرى مديرية ضواحي الأمانة همدان التابعة لمحافظة أمانة العاصمة صنعاء اليمنية، بلغ تعداد سكانها 2692 نسمة حسب الإحصاء الذي أجري عام 2004.